# إعلان استقلال كتالونيا
إعلان استقلال كاتالونيا هو القرار الذي أقره برلمان كاتالونيا في 27 أكتوبر عام 2017 ، حيث أعلن استقلال كاتالونيا عن إسبانيا وتأسيس دولة مستقلة باسم الجمهورية الكتلونية.
في 10 أكتوبر وفي أعقاب استفتاء الاستقلال عام 2017 وقعت الأغلبية البرلمانية المؤيدة للانفصال وثيقة تأسيس الجمهورية كتلونيا المستقلة. وهو ما اعتبر حينها عملا رمزيا دون أثر قانوني.